# Halichoanolaimus macrospiculatus
Halichoanolaimus macrospiculatus är en rundmaskart som beskrevs av Stephen Donald Hopper 1961. Halichoanolaimus macrospiculatus ingår i släktet Halichoanolaimus och familjen Choniolaimidae. Inga underarter finns listade i Catalogue of Life.